# Зведена сім'я
Зведена сім'я — сім'я, в якій хоча б в одного з батьків вже були діти до вступу в їх спільний шлюб. Ці діти можуть проживати як в даній родині, так і за її межами. При цьому традиційне визначення зведеної сім'ї передбачає, що діти проживають саме в даній сім'ї. У сучасному розумінні діти, що входять у зведену сім'ю, можуть постійно жити з одним зі своїх біологічних батьків і відвідувати іншого біологічного батька, або вони можуть жити по черзі у кожного з батьків. Поняття зведеної сім'ї доволі поширене в сучасній соціології. Зведений тип сім'ї є третім  з-поміж найпоширеніших і поступається місцем лише нуклеарним та неповним сім'ям, тобто сім'ям, де є лише хтось один з батьків. На зведені сім'ї припадає біля 16% дітей у віці до 18 років.   

## Історія походження
У минулому сім'ї такого типу виникали, в основному, через низьку тривалість життя. Найчастіше такі сім'ї виникали через смерть жінки-матері від хвороб або під час чергових численних родів та через загибель чоловіків, що брали участь у війнах та постійних військових конфліктах.  
Вдови чи вдівці, таким чином, фактично вимушено вступали в новий шлюб задля виживання. У XX столітті основною причиною виникнення такого роду сімейних шлюбів стали узаконені в більшості країн та надзвичайно поширені розлучення сімейних пар. Сьогодні до половини укладених шлюбів розпадаються, що і спричиняє в результаті зростання кількості зведених сімей.

## Проблеми зведених сімей
У зведених сім'ях виникає, як правило, чимало проблем, пов'язаних з організацією та характером особистісних відносин їх членів-учасників. Членам зведених сімей складно розвивати добрі стосунки з їхніми новими (названими) родичами. У сім'ях такого типу традиційною складністю є прийняття дитиною чи дітьми попереднього шлюбу нового батька (матері) і, можливо, його чи її дітей. Зведені діти змушені жити в нових сім'ях з відмінною, новою, незвичною і, часто, неприйнятною культурою і традиціями особистісних стосунків. Вони, зазвичай, помітно відрізняються від того, до чого діти звикли в своїх рідних, повних сім'ях. Ці обставини сукупно спричиняють чимало проблем, непорозумінь та конфліктів у спілкуванні між членами нової родини. Через специфіку та складність комунікацій в такого типу сім'ях дітей-учасників таких родин іноді називають квазі-братами та квазі-сестрами, підкреслюючи таким чином особливий характер їх стосунків у нових сім'ях.

## Термінологія
Для членів зведеної сім'ї існують спеціальні терміни, що описують їх специфічні родинні зв'язки:
- Вітчим — чоловік матері і нерідний батько стосовно її, народжених у попередньому шлюбі дітей;
- Мачуха — дружина батька і нерідна мати стосовно його дітей, народжених його попередньою дружиною;
- Пасинок — нерідний син одного з членів подружжя, який доводиться рідним іншому;
- Пасербиця — нерідна дочка одного з членів подружжя, народжена від попереднього шлюбу другого члена подружжя;
- Зведений брат — син чоловіка або дружини (батька або матері), народжений в попередньому шлюбі і названий так стосовно інших дітей зведеної сім'ї;
- Зведена сестра — дочка чоловіка або дружини (батька або матері), народжена в попередньому шлюбі і названа так стосовно інших дітей зведеної сім'ї.